# 马达加斯加民主共和国
马达加斯加民主共和国（法語：République démocratique de Madagascar），又称马尔加什民主共和国，是一个存在于1975年—1992年的国家。该国由迪迪安·拉齐拉卡（1975年—1991年任最高革命委员会主席，1976年—1992年任总统）领导的马尔加什革命先锋执政，推行“福科诺洛纳社会主义”。史称“第二共和国”。